# Spanurus dravidicus
Spanurus dravidicus är en tvåvingeart som beskrevs av Joseph och Parui 1990. Spanurus dravidicus ingår i släktet Spanurus och familjen rovflugor.
Artens utbredningsområde är Tamil Nadu (Indien). Inga underarter finns listade i Catalogue of Life.